# 恋のトンネル
恋のトンネル（こいのトンネル、ウクライナ語: Туне́ль Коха́ння, Tunel Kokhannya）は、ウクライナのクレーヴェンとオルツィヴ北部のファイバーボード工場を結ぶ専用鉄道の路線である。大部分を周囲の木によりアーチ状に囲まれており、長さは約5キロメートル。デートスポットとして人気がある。

## 路線
コーヴェル=リウネ線のクレーヴェン駅から始まり、東のオルツィヴ北部にあるファイバーボード工場まで続く。路線全体の長さは6.4キロメートルであり、そのうち約4.9キロメートルが森に囲まれている。 

## 映画
映画監督の今関あきよしは2014年に「クレヴァニ、愛のトンネル」を撮影した。作品は2014年のハノイ国際映画祭で公開された。実際にクレーヴェンでロケを行っている。

## ギャラリー
- トンネルを通る列車(1)
- トンネルを通る列車(2)
- トンネルの眺め(1)
- トンネルの眺め (2)